# Tomás el Nitri
Tomás Francisco Lázaro de la Santa Trinidad Ortega López conocido como «El Nitri» (El Puerto de Santa María, provincia de Cádiz; 17 de diciembre de 1838-Jerez de la Frontera, 2 de noviembre de 1877) fue un cantaor gitano de flamenco. Sobrino del también cantaor  Francisco Ortega Vargas (Fillo)
Artista excepcional, fue una gran figura de su época y se le concedió la primera Llave de Oro del Cante. Se le considera rival de Silverio Franconetti y uno de los intérpretes más completos e importantes del cante flamenco.
Una tertulia flamenca lleva su nombre en El Puerto de Santa María.